# Dennis Kimetto
Dennis Kipruto Kimetto o Dennis Kipruto Koech (nascut el 22 de gener de 1984) és un atleta kenyà, especialista en carreres de fons. Va ostentar el rècord del món de marató (en 2 h 2 min 57 s), entre el 28 de setembre de 2014 i el 16 de setembre de 2018 i el de la prova de 25 km amb el temps d'1 h 11 min 18 s, establert el 6 de maig de 2012 en el BIG 25 Berlín.